# Исфара (река)
Исфара́ (тадж. Исфара, узб. Isfara, Исфара) — река бассейна Сырдарьи (в настоящее время не доходит до неё) в Баткенской области Кыргызстана, Согдийской области Таджикистана и Ферганской области Узбекистана. В верхнем течении носит название Ак-суу (Аксу), в среднем течении — Каравшин (тадж. Каравшин), Каравшан.

## Общее описание
Длина реки по данным «Большой советской энциклопедии» равна 130 км, по данным Национальной энциклопедии Узбекистана — 107 км. Площадь бассейна составляет 3240 км². Питание реки, в основном, снеговое и ледниковое.
Ниже впадения притока Киндык-Каравшин имеет ширину 10 м, далее по течению — 20 м, ниже Воруха (после отхода от реки первого канала) — 18 м. Глубина ниже впадения Киндыка равна 1,0 м; в районе Воруха — 2,0 м, грунт дна — твёрдый. Скорость течения близ Воруха составляет 2,0 м/с, в низовьях, за посёлком Нефтеабад — 1,2 м/с.
Среднегодовой расход воды близ посёлка Ташкурган составляет 14,5 м³/с. 85—90 % стока приходится на половодье, которое охватывает период с мая по сентябрь (по другим данным — с конца апреля по октябрь). В июле среднемесячный расход воды достигает 43,6 м³/с (по другим данным, наиболее полноводной река является в августе). На март-апрель приходится маловодный период, когда среднемесячный расход воды снижается до 3,5—4,0 м³/с. Наибольший зафиксированный расход воды — 150 м³/с (5 августа 1973 года), наименьший зафиксированный расход воды — 0,050 м³/с (28 марта 1975 года).
Исфара относится к категории наиболее селеопасных рек. Средний расход наносов в ней составляет 12 кг/с. В среднем за год Исфара выносит в Ферганскую долину 290 тонн грязи.
Воды Исфары используются на орошение. В Кыргызстане сток реки зарегулирован Торткульским водохранилищем объёмом 90 млн м³ и орошаемой площадью в 9000 га.

## Течение реки

### Ак-Суу
Река берёт начало в Кыргызстане (у границы с Таджикистаном) от ледника Ак-Суу на северном склоне Туркестанского хребта, на высоте 3193,0 м. Близ точки начала реки стоят развалины Ак-Суу. От истока течёт северном направлении. В самом верхнем течении вдоль реки имеются лесные участки.

### Каравшин
В районе населённого пункта Каравшин река получает то же название. Каравшин вначале имеет северное направление течения с некоторым уклоном к востоку, у впадения притока Киндык поворачивает на северо-запад, далее огибает горы Дауда: при впадении притока Ртачашма вновь поворачивает на северо-восток и затем проходит в восточном направлении лишь с небольшим уклоном к северу. По берегам Каравшина имеются летники, стоят развалины Курбака, через реку перекинуты мосты.
За впадением притока Талдык река поворачивает на север и далее переходит на земли таджикского эксклава Ворух, где соприкасается с одноимённым посёлком. На государственной границе сливается с рекой Кшемыш (Кшемышсай), откуда получает название Исфара.

### Нижнее течение
От Воруха и до устья вдоль Исфары проложена автодорога. Далее огибает горы Сарсейит с востока, возвращаясь на киргизскую территорию, но затем вторично переходит на территорию Таджикистана и отсюда течёт в северо-восточном направлении. Посредством арыка Джай-Дем и Подводящего канала связана с Тёртгульским (Торткульским) водохранилищем (Кыргызстан), регулирующем её сток. В прилегающем районе Таджикистана на берегах Исфары расположены населённые пункты Кочобою, Говсувар, Чорку, Сурх.
За горой Сурх ориентируется в общем северном направлении, которое сохраняет до устья, имея на различных участках небольшие уклоны к западу или востоку. Ниже по течению реки стоят населённые пункты Кёк-Таш, Пшемак, Достук, Чоркишлак, Зумратшо, Шахрак, город Исфара, 1 мая, Кызылпилол, Арабкишлак, Балад, Хонабад, Нефтеабад, Янгиабад, Зархок, Работ.

### Устье
В 7—8 км к юго-востоку от города Канибадама выходит на земли Ферганской долины, образуя в низовьях равнинный участок с обширным конусом выноса.
В настоящее время Исфара полностью разбираются на орошение, не достигая реки Сырдарьи. Близ посёлка Работ у границы Таджикистана с Узбекистаном воды реки распределяются по вееру каналов. Большая часть из них затем переходит на земли Ферганского вилоята Узбекистана. Впоследствии каналы ирригационного веера вливаются в Большой Ферганский канал.

## Бассейн Исфары
В бассейне Исфары расположено 210 ледников общей площадью 169,6 км². Среди них наиболее крупными являются Джилтык (21,4 км²) и Ак-Суу, от которого образуется сама река (17,4 км²).
Считая от истоков на Туркестанском хребте, Исфара вбирает свыше 60 небольших притоков. Самыми крупными среди них являются реки Кишемиш, Теминген, Джиптык.

## Проблемы
В бассейне Исфары проживает 185 000 человек. При этом отмечено снижение уровня воды в Исфаре, в настоящее время он стоит на 50 см ниже, чем в 1960-е гг. Межгосударственными соглашениями был выработан лимит водопользования в 37 % от стока реки.
Нехватка воды стала причиной конфликтов между жителями приграничных сёл. В августе 2015 года жители кыргызского села Кокташ (тур. Кукташ) перекрыли русло канала, по которому вода поступала на территорию джамоата Чорку (тадж. Чоркуҳ). В ответ жителями Чоркуха была заблокирована дорога на киргизское кладбище. В результате столкновений пострадало 13 человек. В 2013 году был создан «Малый Бассейновый Совет», целью которого является предотвращение конфликтов, что позволило улучшить ситуацию в регионе бассейна Исфары.